# Take a Chance (film, 1918)
Pour les articles homonymes, voir Take a Chance.
Pour plus de détails, voir Fiche technique et Distribution.
Take a Chance est un film américain réalisé par Alfred J. Goulding et sorti en 1918, mettant en vedette Harold Lloyd.

## Synopsis
Harold tombe amoureux de Bebe, une jeune fille pauvre. Lorsque le prétendant de celle-ci arrive pour la conduire à un pique-nique, Harold se faufile furtivement sur le siège arrière de la voiture. Sans qu'ils soient conscients de sa présence, Harold les amène à se disputer. Lorsque la voiture arrive sur le terrain de pique-nique, Harold et Bebe entrent ensemble dans le parc et profitent d'une balançoire. Deux évadés de prison entrent dans le parc. L'un d'eux frappe Harold sur la tête, et l'habille de sa tenue de prisonnier pour tromper les forces de police qui le poursuivent. Harold utilise son intelligence et sa capacité athlétique pour échapper à la capture par de nombreux policiers.

## Fiche technique
- Réalisateur : Alfred J. Goulding
- Producteur : Hal Roach
- Production : Pathé[1]
- Genre : Comédie[2]
- Durée : 10 minutes
- Date de sortie :
  - États-Unis : 15 décembre 1918

## Distribution
- Harold Lloyd
- Snub Pollard
- Bebe Daniels
- William Blaisdell
- Sammy Brooks
- Harry Burns
- Billy Fay
- James A. Fitzgerald
- William Gillespie
- Lew Harvey
- Wallace Howe
- Bud Jamison
- Dee Lampton
- Belle Mitchell